# 山田俊男
山田 俊男（やまだ としお、1946年11月29日 - ）は、日本の政治家。元参議院議員（3期）。自由民主党総務副会長、自民党たばこ議員連盟幹事長を歴任。

## 人物・来歴
富山県小矢部市（埴生地区）生まれ。富山県立高岡高等学校を経て、早稲田大学政治経済学部卒業。大学卒業後、全国農業協同組合中央会に入会。組織経営対策部長、農業対策部長、常務理事、専務理事を歴任した。
2007年の第21回参議院議員通常選挙で自由民主党公認候補として比例区から出馬し、全国農政連を支持母体に約45万票を集めて党内2位で初当選。参議院農林水産委員会に所属している。
自民党が野党時代の2010年には政権力委員会で農水副担当を務めた。
2010年8月11日に行われた自民党参議院議員会長選挙では中曽根弘文の推薦人に名を連ねたが、海外出張を理由に選挙を欠席することになり、不在者投票は認められていないために棄権を余儀なくされた（選挙では得票同数による抽選の末に中曽根が選出された）。
自民政権復活後の2013年の第23回参議院議員通常選挙で再び比例区から出馬し、約34万票を集めて党内2位で再選。
2019年の任期満了時点で72歳であり、70歳定年制の党の規約があるにもかかわらず、第25回参議院議員通常選挙の候補に特例公認された。投開票の結果、約22万票を集めて、党内9位で3度目の当選。2019年10月、自民党組織運動本部長代理に就任。
2024年3月に全国農政連は山田の後継の組織内候補として、ホクレン農業協同組合連合会代表監事の東野秀樹を次期（第27回）参院選比例区への擁立を正式に決定し、山田は次期参院選には立候補せず引退した。

## 政策・主張

### 税制
- 2014年4月に予定されていた消費税の8%への引き上げについて「引き上げるべきだが、時期は先送りすべきだ」と回答している[5]。
- 2019年10月の消費税の10%への引き上げについて「法律に従い、引き上げるべきだ」と回答している[6]。
- 社会保障制度について「国民負担を増やして制度を維持すべきだ」と回答している[6]。
- たばこ税の増税については「認められない」と述べている[7]。

### TPP問題
TPP反対の急先鋒と呼ばれていた。
- TPPについて、「なぜ、日本側が自由化率について提起したうえで、タリフライン（関税細目）の議論をやらなきゃいけないのか」と、総理の安倍を厳しく追及した。自民党内から「これでは公約違反だ」といった声も上がった[8]。
- 「米国内ではTPP問題の比重はそんなに大きくなく、とくに共和党議員からは“あれはオバマ（大統領）の貿易政策だ”と酷評されるほど」、「必要なのは、各国農業の多様性、気候風土を含めた日本農業の特性を基本に据えて、農産物貿易はどうあるべきかを議論すること」、「食と農を抜きにした国の存立はあり得えないのです」といった発言をした[9]。
- 最終的には2016年12月9日の国会において、「TPP協定の締結に伴う関係法律の整備に関する法律」に賛成票を投じている。支持母体である農協が発行する日本農業新聞は、賛成票を投じた山田や藤木眞也について、「TPPに反対、慎重論を唱えて当選した与党議員は有権者に顔向けできるのか。自らの政治信条に反しないのか」として、厳しく指弾した[10]。

### 受動喫煙問題
受動喫煙防止を目的に飲食店などの建物内を原則禁煙とする健康増進法改正に反対。
- 自民党たばこ議員連盟が「分煙大国日本」を旗印にした法案を作成した際、厚生労働省が原則禁煙の健康増進法改正案を発表したことから、「完全な禁煙にこだわる厚生労働省が介入し、つぶされてしまった」と主張しており、「今、思い出すたびに悔しさと怒りがわき出ます」と述べている[11]。
- 2018年に成立した改正健康増進法について、「厚労省等が目論んでいた過度の喫煙規制を、かなりの部分で阻止した」と主張している[11]。
- 東京都や一部の府県が成立を目指す受動喫煙防止条例については「過度な喫煙規制」「首長の個人的な考え方が反映されたもの」と持論を述べている[11]。

### たばこ事業法
- 国内のたばこ産業を守るため、たばこ事業法を堅持すべき[12]。
- たばこ販売店を守るため、たばこの許可制度・定価制度を維持すべき[12]。

### その他
- 2013年には憲法改正に賛成していたが[5]、2019年には一転して反対している[6]。
- 村山談話の見直しに反対している[5]。
- 河野談話の見直しに反対している[5]。
- 選択的夫婦別姓導入に反対している[13]。
- 農業・林業・漁業従事者の所得増を目指すとして、「多面的直接支払法」、「担い手総合支援新法」の制定を主張している[14]。
- 福島第一原子力発電所事故については、除染や汚染廃棄物の処理を進め、被災地の農産物・林産物・水産物への出荷制限の解除を主張している[14]。
- 漁村や田畑といった日本特有の景観を守れる資本主義経済の確立を目指すとして、都市農業基本法の制定を主張している[14]。

## 不祥事

### 政治資金問題
山田の関連する4つの政治団体が、2015年までに6回の政治資金パーティーを開催。これらのパーティーでは5億4293万円の収入があったにもかかわらず、うち80％のパーティーには本人は出席していなかった。また、3分の2近くのパーティーが東京都内のJAビルで開かれていたことも判明している。有識者からは、政治資金規正法上の規制が及ばないパーティーを利用した事実上の政治献金であり、脱法行為であるとの批判が出ている。JA全中の元常務理事が代表を務める「フォーラム21」の代表は「きちんとした勉強会で法律上問題ない」と述べ、JA全中と全農、全国農政連、山田の事務所は「法令に従い適正に行っている」と回答。

### 暴行事件
山田が2016年3月18日に党本部で開かれた会合の終了後に出席した全国農業協同組合連合会（JA全農）の関係者に対して暴力を振るったと報道された。目撃者の証言によると、JA関係者が山田に直接意見を述べたところ口論となり、山田が相手のみぞおちあたりを相当な力で2～3発殴った後、無言で立ち去ったものとされる。自民党の伊達忠一参院幹事長は「本人は事実関係を認めている」と述べ、「相手は親しい元同僚であり、暴力という認識はなかった」と述べている。同年3月30日、自民党は山田について厳重注意処分とした。被害者は全治1週間の打撲傷と診断され、同年4月に刑事告訴に踏み切ったが、同年12月に検察が山田に下した判断は起訴猶予処分であった。
2019年の参議院選挙において、山田は当選を果たしたものの得票数を前回より大きく減らしたことから、『すっかり忘れていた「事件」が、足を引っ張ったのか』という見出しのメールマガジンを配信した。メールマガジンには、当時の暴行事件の記事は誇張されたものであり、事実とは異なるといった主張が掲載されていた。このことに異を唱えた被害者が、実名でダイヤモンドオンラインの取材に応じ、山田が全農上層部を通じて「殴りそうになったが、殴らなかったことにしてくれ」と伝えてきたことを告発した。また、対面での謝罪は一度もなく、何度か顔を合わせる機会があっても全て無視されたことも証言している。提供された山田からのメールには、「嘘をつくな」という恫喝めいた内容や、「とんでもないやからは君の方だ。どうかしているぞ」と被害者を罵倒する内容が残されていた。

## 所属団体・議員連盟
- 自民党たばこ議員連盟（幹事長）[23][24][25]
- 自由民主党たばこ特別委員会（副委員長）[23][25][26]
- 全国たばこ耕作者政治連盟（幹事長）[23]
- 農林水産委員会（委員長）[23]
- 国民生活のためのデフレ脱却及び財政再建に関する調査会（委員）[23]
- TPP交渉における国益を守り抜く会（事務局長）[23]
- いのちを守る森の防潮堤推進議員連盟（事務局長）[23]
- 水田農業振興議員連盟（事務局長）[23]
- 食品産業振興議員連盟（事務局長）[23]
- 果樹農業振興議員連盟（副会長）[23]
- 全国農業者農政運動組織連盟（常任顧問）[23]
- 全国農政協議会（常任顧問）[23]
- NPO法人ふるさと回帰支援センター（顧問）[23]
- 創生「日本」[27]

## 支援団体
- 全国たばこ販売政治連盟（組織推薦候補者）[28]
- 全国たばこ耕作者政治連盟[29]
- 長崎県農政連盟[30]
- 宮崎県農民連盟[30]